# Fanny Adams
Fanny Adams (30 avril 1859 – 24 août 1867) était une fillette anglaise de huit ans qui fut assassinée par un clerc de notaire, Frederick Baker, à Alton, dans le Hampshire, en 1867. Son assassinat, d’une violence extrême, suscita une onde de choc et une indignation généralisée à travers tout le Royaume-Uni. Baker enleva Fanny Adams et l’emmena dans un champ de houblon près de chez elle, où il la tua et la dépeça ; certaines parties de son corps ne furent jamais retrouvées.
L’enquête suggéra que deux petits couteaux avaient été utilisés pour le meurtre, mais il fut ensuite établi qu’ils étaient insuffisants pour commettre un tel crime, ce qui laissa penser qu’une autre arme avait été employée.

## Meurtre

### Contexte
Fanny Adams (née le 30 avril 1859) vivait avec sa famille à Tanhouse Lane, dans la partie nord d’Alton, une ville marchande du Hampshire. Le recensement de 1861 indique que Fanny vivait avec son père et cinq frères et sœurs. La famille était bien implantée localement : George Adams et son épouse Ann, que l’on pense être les grands-parents de Fanny, habitaient juste à côté.
Fanny est décrite comme une « fillette grande, jolie et intelligente ». Elle paraissait plus âgée que ses huit ans et était connue dans le voisinage pour son caractère enjoué et sa vivacité. Sa meilleure amie, Minnie Warner, avait le même âge et vivait également à Tanhouse Lane.
Alton était réputée pour son abondance de houblon, ce qui avait favorisé l’ouverture de nombreuses brasseries dans la ville et fait de la cueillette du houblon une activité économique essentielle. À l’extrémité nord de Tanhouse Lane se trouvait une vaste prairie Flood Meadow jouxtant la rivière Wey, qui inondait parfois la zone lors de fortes pluies. Un grand champ de houblon jouxtait cette prairie. Alton n’avait jusque-là connu aucun crime grave au cours du XIXe siècle.

### Meurtre
L’après-midi du 24 août 1867 est décrite par les témoins comme belle, ensoleillée et chaude. Ce jour-là, Fanny, sa sœur Lizzie et leur meilleure amie Minnie demandèrent à Harriet Adams, la permission d’aller jouer dans la prairie voisine de Flood Meadow. Ravie de pouvoir avancer dans ses tâches ménagères pendant que les filles s’amusaient, Harriet accepta sans hésiter. Flood Meadow, située à proximité de Tanhouse Lane, était un lieu de jeu habituel pour Fanny et les enfants du quartier, d’autant plus que la ville était perçue comme sûre et paisible, sans antécédents criminels notables dans la mémoire collective.
Alors que les petites filles se dirigeaient vers Flood Meadow et pénétraient dans le champ de houblon, elles croisèrent Frederick Baker, un clerc de notaire de 29 ans. Il portait une redingote, un pantalon clair et un haut-de-forme. Baker avait quitté son ancien emploi à Guildford pour venir vivre et travailler à Alton environ un an auparavant. Il était employé par Maître Clements, un notaire dont le cabinet se trouvait sur High Street, en face du Swan Hotel, un établissement que Baker fréquentait régulièrement. Baker donna à Minnie et Lizzie trois demi-pennies pour acheter des bonbons, et un autre demi-penny à Fanny. Les filles avaient déjà vu Baker lors de réunions à l’église et n’étaient donc pas inquiètes de recevoir de l’argent de sa part. Baker observa ensuite les filles courir dans "The Hollow" (un chemin menant au village voisin de Shalden) pendant qu’elles jouaient et mangeaient les mûres qu’il avait cueillies pour elles.
Après avoir joué pendant environ une heure, Lizzie et Minnie décidèrent de rentrer chez elles. Baker s’approcha alors de Fanny et lui demanda de l’accompagner à Shalden. Fanny refusa, et c’est à ce moment-là que Baker la souleva, l’enleva puis l’emmena dans le champ de houblon voisin.
Lizzie et Minnie coururent jusqu’à la maison de la mère de Minnie, Martha Warner, sur Tanhouse Lane. Elle ne les écouta pas, et les fillettes continuèrent à jouer, ignorant tout de l’enlèvement de Fanny. Ce n’est qu’à 17 heures qu’elles rentrèrent pour le dîner. Mme Gardner, qui habitait également sur Tanhouse Lane, remarqua l’absence de Fanny et demanda aux petites filles où elle se trouvait. Les enfants racontèrent ce qui s’était passé plus tôt dans la journée et dirent à Mme Gardner que Baker avait emmené Fanny. Mme Gardner alerta aussitôt la mère de Fanny, Harriet, et les deux femmes partirent à sa recherche.
Selon le Hampshire Chronicle, Mme Gardner demanda à Baker ce qu’il avait fait de l’enfant. Baker lui assura qu’il donnait souvent de l’argent aux enfants pour qu’ils achètent des bonbons. Mme Gardner répondit : « J’ai bien envie de vous dénoncer à la police », ce à quoi Baker répliqua qu’elle pouvait faire ce qu’elle voulait. La position de Baker, en tant que clerc de notaire, dissipa d’abord les soupçons des deux femmes. Elles rentrèrent toutes deux chez elles, pensant que Fanny jouait encore dans un des champs environnants.

### Découverte du corps
Vers 19h, Fanny n’étant toujours pas rentrée chez elle, Harriet et un groupe de voisins à partirent à sa recherche. Alors que la nuit tombait, le groupe commença les recherches dans The Hollow, sans succès. Cependant, au même moment dans le champ de houblon voisin, Thomas Gates (un ouvrier agricole vétéran de la guerre de Crimée ayant participé à la célèbre Charge de la brigade légère) découvrit la tête de Fanny, empalée sur deux perches de houblon alors qu’il s’occupait des cultures.
L’oreille de Fanny avait été sectionnée, et sa tête présentait deux profondes entailles allant de la bouche à l’oreille, traversant la tempe. Des fouilles supplémentaires permirent de retrouver le reste du corps de l'enfant. La tête, les bras et les jambes avaient été séctionnés du torse. On découvrit trois incisions sur le côté gauche de sa poitrine et une profonde entaille sur son bras gauche. L'avant-bras de Fanny avait été sectionné au niveau du coude, et sa jambe gauche presque entièrement trachée au niveau de la hanche, son pied gauche ayant été coupée au niveau de la cheville. Plusieurs de ses organes avaient été sectionnés : son cœur, son foie, retrouvé marqué de cinq incisions et ses organes génitaux qui ne furent, eux jamais retrouvés. Ses deux yeux avaient été arrachés et furent retrouvés plus tard près la rivière Wey.
En apprenant la mort de sa fille, Harriet Adams, bouleversée, courut prévenir son mari, qui jouait au cricket au sud de la ville, puis s’effondra, accablée par le chagrin et l’épuisement. George Adams rentra chez lui pour prendre son fusil, déterminé à retrouver le meurtrier dans les champs de houblon. Des voisins le désarmèrent et veillèrent sur le couple toute la nuit.

## Culture populaire
En 1869, de nouvelles rations de mouton en conserve furent introduites dans les navires pour les marins britanniques. Ceux-ci en furent peu impressionnés par la tailles de celles-ci et plaisantèrent en disant qu’il s’agissait peut-être des restes démembrés de Fanny Adams. Le nom « Fanny Adams » devint alors un terme d’argot désignant du mouton médiocre, un ragoût, des restes rares, puis, par extension, toute chose sans valeur. « Fanny » devint également un surnom pour désigner les grandes boîtes de conserve dans lesquelles le mouton était livré, et par extension, d’autres gamelles ou ustensiles de cuisine.
Vers le milieu du XXe siècle, l’expression « sweet Fanny Adams » était devenue un euphémisme courant pour dire « sweet fuck all », c’est-à-dire « absolument rien » ou « que dalle ».